# دی الماندس (لوئیزیانا)
دی الماندس (به انگلیسی: Des Allemands) شهری در ایالت لوئیزیانا کشور ایالات متحده آمریکا است که جمعیت آن در سرشماری سال ۲۰۱۰ میلادی، ۲٬۵۰۵ نفر بوده‌است.